# Asedio de Bergen op Zoom (1814)
El asedio de Bergen op Zoom del 8 de marzo de 1814, tuvo lugar durante la Sexta coalición entre las fuerzas británicas liderados por Thomas Graham y una guarnición francesa liderada por Guilin Laurent Bizanet y Jean-Jacques Ambert. El asalto británico inicial tomo parte de sus defensas, pero un bien organizado contraataque francés obligó a gran parte de la fuerza de asalto a rendirse.
Bergen op Zoom es un puerto de los Países Bajos situado a unos 70 km al sur de Rotterdam y a 40 km al norte de Amberes en Bélgica. En el momento del asedio, el puerto era parte del departamento francés de las Bocas del Escalda que incluía aproximadamente las actuales provincias neerlandesas de Zelanda y la mitad occidental de Brabante Septentrional.

## El asalto
El general francés Guilin Laurent Bizanet tenía 2700 soldados en la guarnición, durante la noche y utilizando inteligencia local, Graham ataco. Los franceses, sin embargo, estaban en sólidas posiciones, y la población aliada lucho con ellos en las calles. Los atacantes británicos sufrieron grandes bajas. El general Bizanet permaneció con el control de Bergen op Zoom hasta que fue acordada una paz.

## Fuerzas y bajas
Una fuente cita a Bizanet como el gobernador y Jean-Jacques Ambert como el comandante francés. La guarnición francesa de 2700 hombres sufrió 500 muertos y heridos y 100 capturados durante la lucha. Según las fuentes, la fuerza de asalto británica constaba de entre 4000 y 9000 hombres. De ellos, entre 2100 y 4000 murieron, resultaron heridos o fueron capturados.
Además de las unidades enumeradas a continuación, la fuente incluyó en la fuerza de asalto al 2.º Batallón del 35.º Regimiento de Infantería. La Brigada de Guardias estaba formada por tres compañías de la 1st Foot Guards y cuatro compañías de la 2nd Foot Guards y de la 3rd Foot Guards, todas de los 2.° Batallones de los regimientos.